# Neustadt an der Waldnaab
Neustadt an der Waldnaab (eller: Neustadt a.d.Waldnaab) er administrationsby (Kreisstadt) i Landkreisen af samme navn i Regierungsbezirk Oberpfalz i den tyske delstat Bayern. .

## Geografi
Byen ligger i Oberpfälzer Wald midt i naturpark Nördlicher Oberpfälzer Wald hvor floden Floß munder ud i Waldnaab.
Med 9,6 km² er kommunen den arealmæssigt mindste Kreisstadt i Bayern. Den historiske gamle bydel ligger på en gnejsryg mellem de to flodløb, og de nyere boligområder ligger i en halvkreds omkring. Landsbyerne Mühlberg og Radschinmühle er de eneste fritliggende landsbyer i kommunen; bydelen Bergmühle og St. Felix er vokset sammen med byen

### Nabokommuner
Mod syd ligger den kreisfri by Weiden in der Oberpfalz; naboer er også kommunen Altenstadt an der Waldnaab, Kirchendemenreuth i vest, Theisseil i sydøst, og mod nordøst Störnstein

### Religion
Ved folketællingen i 1987var 87,2 % af befolkningen romersk-katolsk, 10,3 % evangelisk-lutheransk og 2,5 % havde andre religioner.

### Venskabsbyer
- Neustadt an der Waldnaab var med til at grundlægge det internationale venskabsbyforbund Neustadt in Europa med 35 andre byer med navnet Neustadt, i Tyskland, Østrig, Polen, Tjekkiet, Ungarn og Slovakiet (april 2009). Hvert år (siden 1979) holdes et stort Neustadt-Træf , i juni 2008 i Neustadtl an der Donau i Niederøstrig og i 2009 i Neustadt an der Spree (Sachsen).